# Liste der Bodendenkmale in Essel
In der Liste der Bodendenkmale in Essel sind alle Bodendenkmale der niedersächsischen Gemeinde Essel aufgelistet. Die Quelle ist der Denkmalatlas Niedersachsen. 
Der Stand der Liste ist der 18. November 2024.
Allgemein

Essel im Heidekreis

In den Spalten finden sich folgende Informationen des Bodendenkmales:
Lagegeographische Koordinaten
BezeichnungBezeichnung lt. Denkmalatlas
BeschreibungBeschreibung lt. Denkmalatlas
IDObjekt-ID
BildBild, ggf. zusätzlich mit Link zu weiteren Fotos im Medienarchiv Wikimedia Commons.

## Engehausen
| Lage                        | Bezeichnung             | Beschreibung | ID       | Bild           |
| --------------------------- | ----------------------- | --- | -------- | -------------- |
| 52° 41′ 18″ N, 9° 43′ 53″ O | Engehausen 1, Grabhügel | Durchmesser ca. 17 m und Höhe ca. 1,1 m. | 34826170 | BW             |
| 52° 41′ 14″ N, 9° 39′ 59″ O | Engehausen 11, Burg     | Die Uhlenburg ist im Süden an einen Teich angelehnt. Die Hauptburg ist ein unregelmäßiges Viereck von knapp 30 × 30 m, das vor allem im Westen stark abgerundet ist. Die Hauptburg ist durch einen Graben eingefasst, der im Norden und Westen gut erhalten ist. Er ist 10 – 12 m breit und noch 1 m tief. Während im Osten eine 25 – 30 m breite feuchte Senke der gesamten Anlage Schutz gewährt, wird der Graben der Hauptburg im Westen von einem 3 m breiten Vorwall begrenzt, dem wiederum eine schmale feuchte grabenartige Senke vorgelagert ist. | 34820633 | Weitere Bilder |

## Essel
| Lage                        | Bezeichnung         | Beschreibung | ID       | Bild |
| --------------------------- | ------------------- | --- | -------- | ---- |
| 52° 41′ 59″ N, 9° 40′ 10″ O | Essel 3, Grabhügel  | Durchmesser ca. 13 m und Höhe ca. 0,8 m, mit einer rechteckigen Eingrabung im Zentrum.                                         | 34820851 | BW   |
| 52° 41′ 42″ N, 9° 37′ 34″ O | Essel 17, Grabhügel | Durchmesser ca. 14 m und Höhe ca. 1 m, im Nordnordostteil von Feldweg und Grenzgraben angeschnitten und eine alten Eingrabung. | 34821352 | BW   |